# I'm Sorry
I'm Sorry är en sång av Dilba. Den återfinns på hennes debutalbum Dilba och släpptes som singel 1996. "I'm Sorry" nådde förstaplatsen på Trackslistan och tredjeplatsen på Sverigetopplistan.
Sången handlar om ett trasigt förhållande som tagit slut och hur låtens huvudperson ber om förlåtelse för den smärta hon åsamkat sin partner.
Svenska progressive metal-bandet Evergrey gjorde 2003 en cover på "I'm Sorry".